# Li Yan (Tres Regnes)
En aquest nom xinès, el cognom és Li (李).
Li Yan (? - 234), originalment anomenat Li Ping (李平), nom estilitzat Zhengfang (正方), va ser un general de Shu Han durant el període dels Tres Regnes de la història xinesa. És de tant en tant enumerat juntament amb Ma Su i Wei Yan com una de les grans errades de Zhuge Liang en la precisió de lectura de les persones i en mesurar les capacitats d'aquestes.
Originàriament serví com a general al senyor de la guerra Liu Zhang. Més tard s'uní a Liu Bei després que aquest últim va derrotar a Liu Zhang i va ocupar-hi la Província de Yi. A poc a poc va anar ascendint de posició, i ell va ser nomenat co-regent de Liu Shan (juntament amb Zhuge Liang). Zhuge Liang n'afirmà que la capacitat de Li Yan era a la par amb la de Lu Xun de Wu Oriental. Amb el temps, es van produir tensions entre Li Yan i Zhuge Liang, sobre la base del creixent desig de Li Yan d'obtenir més reconeixement, i és així que Zhuge Liang es va decebre amb l'aptitud que havia mostrat Li Yan.
Encarregat de la logística, Li Yan va fallar proporcionant subministraments durant una de les Expedicions del Nord de Zhuge Liang. Ell també va tractar de mentir i amagar el seu fracàs, però va ser descobert. Desposseït del seu rang i bandejat, en va transir poc després en el 234.

## Nomenaments i títols en possessió
Li Yan va rebre els següents nomenaments i títols quan va servir a Liu Zhang
- Prefecte de Chengdu (成都令)
- Protector de l'Exèrcit (護軍)

Li Yan va rebre els següents nomenaments i títols quan va servir a Liu Bei i l'estat de Shu
- Major (裨將軍)
- Administrador de Jianwei (犍為太守)
- General Que Reviu l'Imperi (興業將軍)
- General Que Assisteix a Han (輔漢將軍)
- Secretari Imperial Cap (尚書令)
- Protector de la Capital Central (中都護)
- Marquès de Du (都鄉侯)
- Ministre de la Casa (光祿勳)
- General de l'Avantguarda (前將軍)
- General de Cavalleria àgil (驃騎將軍)